# Cobeja
Cobeja è un comune spagnolo di 2 196 abitanti situato nella comunità autonoma di Castiglia-La Mancia.